# هوهساندورن
هوهساندورن (بالإنجليزية: Hohsandhorn)‏ هو أحد جبال سلسلة جبال الألب ليبونتيني وجزء من القمة الأم Turbhorn يقع في بييمونتي، إيطاليا وكانتون فاليز، سويسرا. يبلغ ارتفاع الجبل حوالي 3182 متر، بينما يبلغ ارتفاع نتوء الجبل 138 متر.